# 艾克拜尔·麦提那斯尔
艾克拜尔・麦提那斯尔（1990年1月—），新疆墨玉人，维吾尔族，中国共产党党员。中华人民共和国政治人物、第十三届全国人民代表大会新疆地区代表。
2018年2月24日，当选为第十三届全国人大代表。2020年9月19日因涉嫌违纪、职务违法，时任萨依巴格乡党委委员、组织干事的麦提那斯尔被责令辞去人大代表职务。